# 安徽海螺水泥
安徽海螺水泥股份有限公司（港交所：914）(上交所：600585)，簡稱安徽海螺或海螺水泥，是一家在香港交易所及上海证券交易所上市的工業公司，主要業務是從事生產、銷售及開發各種水泥產品，是亚洲最大的水泥生产商，也是唯一一家国内市场占有率超过5%的水泥企业。
現時，中國海螺創業控股(00586)分別持有安徽海螺水泥及A股上市的芜湖海螺型材科技股份有限公司約18%及15.7%股權。
2015年10月27日安徽海螺水泥以11.14億元人民幣現金收購安徽巢東水泥公司的水泥業務相關資產及負債等
2015年11月27日，安徽海螺水泥旗下海螺國際控股（香港）有限公司，向西部水泥以4,593,882,600港元出售資產，這項資產包括當時旗下寶雞眾喜鳳凰山水泥有限公司、寶雞市眾喜金陵河水泥有限公司、乾縣海螺水泥有限責任公司，以及千陽海螺水泥有限責任公司，完成後成為西部水泥透過「華雄控股有限公司」擁有。